# Renaud Fontanarosa
Pour les articles homonymes, voir Fontanarosa.
Renaud Fontanarosa, né le 14 mars 1946 à Paris, est un violoncelliste français.

## Biographie
Renaud Fontanarosa commence l'apprentissage du violon jusqu'à l'âge de onze ans, avant de travailler le violoncelle auprès de Paul et Maud Tortelier. En 1959, il entre au Conservatoire national supérieur de musique de Paris, où il est élève de Paul Tortelier et obtient un premier prix de violoncelle en 1963. Au sein de l'établissement, il remporte également un 1er prix de musique de chambre dans la classe de Pierre Pasquier en 1965. En parallèle, il suit des cours auprès de Nadia Boulanger.
Renaud Fontanarosa se produit à partir de 1961 comme violoncelliste du Trio Fontanarosa, qu'il forme avec son frère Patrice Fontanarosa au violon et sa sœur Frédérique Fontanarosa au piano. Comme chambriste, il joue également régulièrement avec Bruno Rigutto et Maria de La Pau, notamment.
Outre sa carrière de musicien chambriste, il est violoncelliste à l'Orchestre de l'Opéra de Paris entre 1968 et 1980.
De 1972 à 1979, Renaud Fontanarosa organise et dirige le Conservatoire d'Orly.
À côté de sa carrière de violoncelliste, il s'intéresse également au théâtre, à la danse, et se produit comme acteur et clown,.